# Ionolyce brunnea
Ionolyce brunnea är en fjärilsart som beskrevs av Evans 1932. Ionolyce brunnea ingår i släktet Ionolyce och familjen juvelvingar. Inga underarter finns listade i Catalogue of Life.